# 4989 Joegoldstein
A 4989 Joegoldstein (ideiglenes jelöléssel 1981 DX1) a Naprendszer kisbolygóövében található aszteroida. Schelte J. Bus fedezte fel 1981. február 28-án.